# Cylindromyrmex
Cylindromyrmex é um gênero neotropical de insetos, pertencente a família Formicidae.

## Espécies
Atualmente, são reconhecidas 10 espécies extantes e 3 espécies fósseis.
- †Cylindromyrmex antillanus De Andrade, 1998
- Cylindromyrmex boliviae Wheeler, 1924
- Cylindromyrmex brasiliensis Emery, 1901
- Cylindromyrmex brevitarsus Santschi, 1925
- Cylindromyrmex darlingtoni Wheeler, 1937
- †Cylindromyrmex electrinus De Andrade, 1998
- Cylindromyrmex escobari De Andrade, 1998
- Cylindromyrmex godmani Forel, 1899
- †Cylindromyrmex inopinatus De Andrade, 2001
- Cylindromyrmex longiceps André, 1892
- Cylindromyrmex meinerti Forel, 1905
- Cylindromyrmex striatus Mayr, 1870
- Cylindromyrmex whymperi (Cameron, 1891)